# THE ZOOT16
THE ZOOT16（ザ・ズートシックスティーン）は日本のヒップホップバンド、TOKYO No.1 SOUL SETのギター・ボーカルをつとめる渡辺俊美のソロユニットである。2002年活動開始。

## メンバー
- 渡辺俊美（わたなべとしみ）: ボーカル・ギター・ベース・キーボード・ドラム・その他

名前は「ずっと16歳でいたい」という少年心からスチャダラパーのANIが命名。

## ディスコグラフィー

### EP
- Na-O-Su-Yo/Dirty Huggy（2002年7月31日）
- HURACAN LANA/RED MOTEL（2003年11月5日）
- 619/W.B.R（2003年11月5日）
- Oh! mummy/Mutiny（2006年1月7日）
- ごめんねマイペース（2006年7月）500枚限定

### アルバム
- ZOOT 16(2003年2月16日)*ミニ・アルバム
- LIVE (2003年8月)*500枚限定ライヴ・アルバム
- RIGHT OUT!（2004年11月3日）
- MUTINY(2005年12月7日）
- 完全逆様な世界（2006年7月5日）
- ヒズミカル(2010年1月20日)

### その他
- バーフライズ・ストンプ/マスカレード（2006年4月12日）「勝手にしやがれ+THE ZOOT16」名義
- MEATBALL AND SUSHI PARTY（2009年4月24日）THEZOOT16 G.BVERSION名義（VIC RUGGIEROとのスプリット盤）